# Ciro Cuciniello
Ciro Cuciniello (Resina, 4 agosto 1784 – Napoli, 9 dicembre 1847) è stato un architetto italiano, nominato Architetto della Real Casa Borbonica.

## Biografia
Suo fratello era l'artista e ingegnere Domenico Cuciniello.
Si sposò ed ebbe tre figli, il più conosciuto dei quali, il drammaturgo Michele Cuciniello, seguì in parte le orme paterne, studiando e conseguendo il titolo in architettura.
Lavorò agli allestimenti scenografici di diverse opere teatrali, tra le quali: La maschera nera (1841); Maria Tudor (1846); Marianna o la popolana (1848); Il teatro (1869), Caterina II (1874), Annella di Massimo (1875).
Col collega Fausto Niccolini, realizzò il grande complesso presepiale, oggi conservato al Museo San Martino.
Fu uno dei maggiori operatori che lavorarono al cimitero di Poggioreale, dove verrà sepolto alla sua scomparsa. In collaborazione con Luigi Malesci iniziò a progettare e costruire la Chiesa madre, che, a causa della sopravvenuta cecità dovette affidare interamente a quest'ultimo. Nonostante l'ultimazione, la chiesa verrà consacrata successivamente nel 1878.